# Rodolfo Rocabado
Rodolfo Edmundo Rocabado Benavides (Oruro, Bolivia) es un médico, docente universitario y político boliviano. Fue el ministro de Salud de Bolivia desde el 30 de mayo de 2018 hasta el 23 de enero de 2019, durante el tercer gobierno del presidente Evo Morales Ayma.

## Biografía
Rodolfo Rocabado nació en la ciudad de Oruro. Realizó sus estudios primarios y secundarios, saliendo bachiller del colegio Ignacio León de su ciudad natal. Continuó sus estudios superiores, trasladándose a vivir a la ciudad de Sucre, para ingresar a la carrera de medicina de la Universidad Mayor Real y Pontificia San Francisco Xavier de Chuquisaca, graduándose años después como médico general.
Durante su vida laboral, Rodolfo comenzó su carrera profesional de médico, trabajando en la frontera en diferentes postas sanitarias, en los municipios orureños fronterizos con Chile. Ocupó también cargos en diferentes hospitales de la ciudad de Oruro. Incursionó en el ámbito de la docencia en la Universidad Técnica de Oruro (UTO), llegando a ser jefe de la carrera de medicina de dicha universidad pública.
El año 2012, Rodolfo Rocabado ingresa a trabajar en el ministerio de Salud y Promoción de Bolivia como jefe nacional de la Unidad de Epidemiología, durante la gestión del ministro Juan Carlos Calvimontes. Rocabado fue también Director nacional de Servicio de Salud en el mismo ministerio.

### Ministro de Salud de Bolivia (2018-2019)
El 30 de mayo de 2018, la ministra de salud de ese entonces Ariana Campero Nava, renuncia a su cargo debido a su estado de gestación (embarazo de 6 meses). En su reemplazo, el Presidente de Bolivia Evo Morales Ayma posesiona al médico Rodolfo Rocabado en el cargo de Ministro de Salud de Bolivia ese mismo día.

#### Sistema Único de Salud (SUS)
El Sistema Único de Salud tiene antecedentes desde el año 2010 como proyecto de ley, pero que en ese entonces fuera rechazado por los médicos, por los trabajadores y por la misma Caja Nacional de Salud (CNS). 
Pero 6 años después, en el año 2016 y durante la gestión de la ministra Ariana Campero Nava, es en donde nuevamente se volvería a retomar este proyecto del SUS y su aplicación en todo el territorio nacional. Para el 11 de enero de 2017, el proyecto de SUS tenía ya un avance del 90 % según el comunicado del ministerio de Salud.
El 2 de enero de 2019, se implementó el Sistema Único de Salud (SUS) a la cabeza del ministro Rodolfo Rocabado y por decisión del presidente Evo Morales Ayma en beneficio de la población de bajos recursos económicos de Bolivia y que carecen de un seguro médico. Pero un par de meses antes (desde noviembre de 2018), comenzaron a producirse varias protestas por parte de los médicos, quienes se encontraban en contra de la aplicación de este seguro de salud, debido (según ellos) a la falta de infraestructura hospitalaria, equipos y escasez de médicos especialistas.

### Gerente general de la Caja Nacional de Salud (CNS)
El 24 de enero de 2019, el presidente Evo Morales Ayma designó al exministro Rodolfo Rocabado como gerente general de la Caja Nacional de Salud.
| Predecesor: Ariana Campero Nava | Ministro de Salud de Bolivia 30 de mayo de 2018 - 23 de enero de 2019 | Sucesor: Gabriela Montaño Viaña |